# Groutiella husnotii
Groutiella husnotii là một loài Rêu trong họ Orthotrichaceae. Loài này được (Schimp. ex Besch.) H.A. Crum & Steere mô tả khoa học đầu tiên năm 1950.